# Остров Ионы
О́стров Ио́ны — необитаемые отвесные скалы высотой около 300 м в Охотском море. Размеры острова — примерно 1600 на 850 метров. Находится в 230 км к юго-востоку от материка (мыс Энкан) и в 250 км к северу от Сахалина (мыс Елизаветы). Административно относится к Хабаровскому краю.
На острове функционирует автоматическая метеорологическая станция. Кроме того, имеется пустующий домик, построенный неизвестно кем в начале 1970-х. На 2018 год домик находится в очень плачевном состоянии. Люди прибывают на остров раз в год, чтобы сменить батареи на станции.
Остров открыт 22 сентября 1789 года.

## Природоохрана
Остров с прилегающей акваторией является памятником природы краевого значения площадью 88 тысяч га.
- Роща сосны обыкновенной — лесная площадь — Кербинское лесничество квартал 109, охраняется сосна обыкновенная.
- Остров Ионы с прилегающей территорией — в центральной части Охотского моря. Площадь 80 тыс. га, охраняется лежбище ластоногих.

На острове расположен огромный птичий базар и лежбище сивучей на прилегающих к нему обломках скал.
В летнее время здесь обитает более 3 млн птиц, а число сивучей достигает 5 тысяч голов.

## Остров в культуре
- Острову посвящён рассказ В. К. Арсеньева «На острове Ионы».
- Документальный фильм «Остров Ионы» (реж. В. Шредель, ЦСДФ 1947 год)[6][7].
- В 2005 году писатель Анатолий Ким создал «метароман» «Остров Ионы», персонажи которого в поисках истинной свободы и бессмертия пытаются попасть на Остров Ионы[8].

## Топографические карты
- Лист карты O-54-Д. Масштаб: 1 : 500 000. Издание 1989 г.